# Schwarzsee (Turracher Höhe)
Der Schwarzsee ist ein Gebirgssee in 1840 m Seehöhe auf der Turracher Höhe an der Landesgrenze zwischen Kärnten und der Steiermark. Der See ist 2,6 ha große und vier Meter tief. Seinen Namen verdankt der Schwarzsee seiner aufgrund des Moorbodens sowie Anthrazitvorkommen dunkel erscheinenden Oberfläche. Der von größeren Moorflächen umgebene See fließt – teilweise unterirdisch – im Hinteren Seebach nach Norden ab. Als Relikt der Voreiszeit wächst an seinen Ufern die seltene Zwerg-Birke (Betula nana).
Um den See wurde ein Landschaftsschutzgebiet errichtet (LGBl. Nr. 77/1970, LSG.025) mit 57,1 ha, so dass sich dieser naturbelassen und ohne belastende Uferbebauung entwickeln kann. Es grenzt an den Biosphärenpark.